# Kaple Panny Marie Pomocné (Kravaře)
Kaple Panny Marie Pomocné je nevelká hřbitovní kaple v sousedství kostela Narození Panny Marie v Kravařích. Spolu s kostelem a budovou fary náleží pod Římskokatolickou farnost v Kravařích. 

## Popis

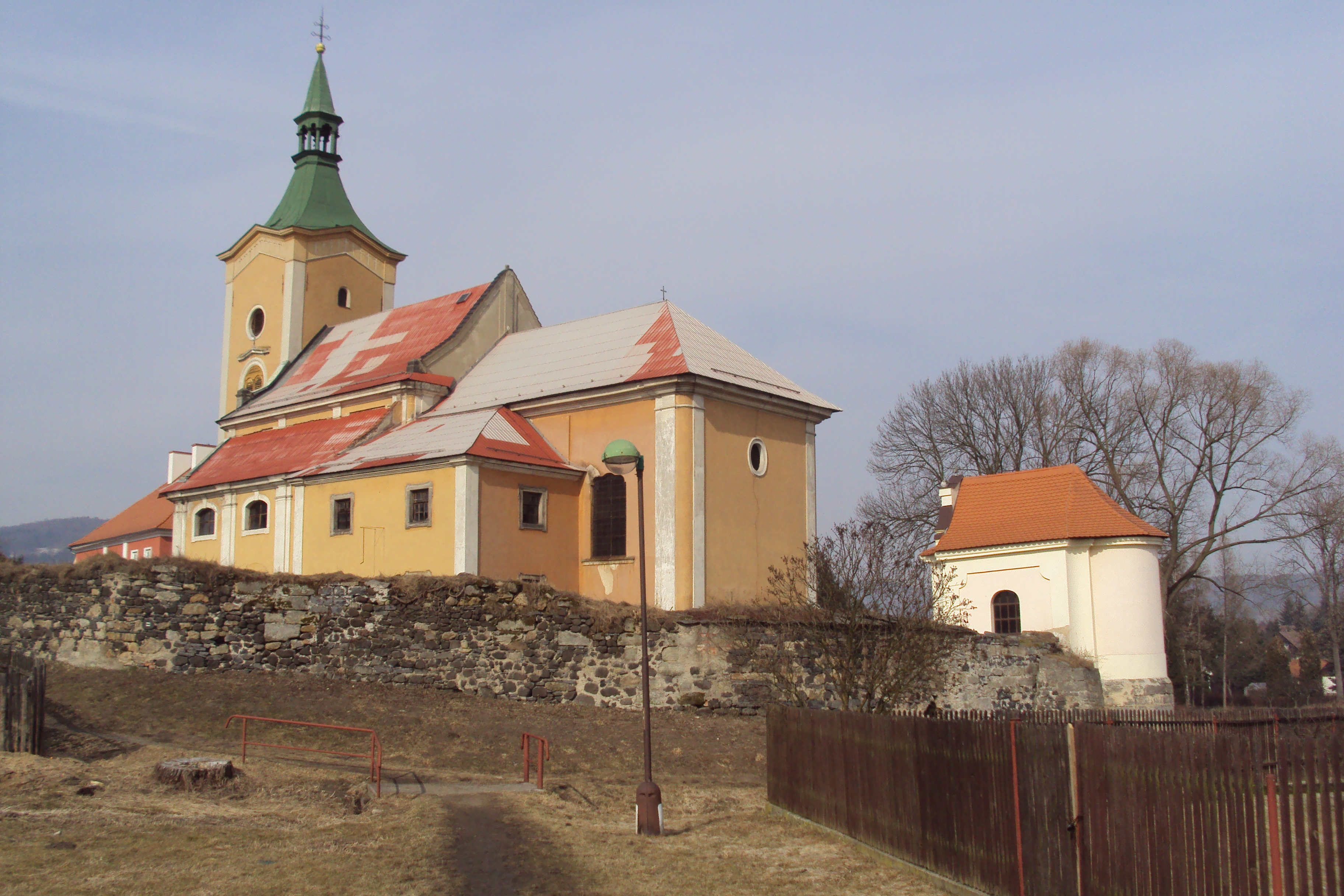
Areál kravařského kostela s kaplí

Kaple byla postavená na pískovcových kvádrech v roce 1750 uvnitř obezděného areálu spolu s kostelem a hřbitovem na východní straně Náměstí Míru. Kolem zdi vede zeleně značená turistická trasa z Kravař k místnímu nádraží a k nedalekému kopci a hradní zřícenině Ronov.

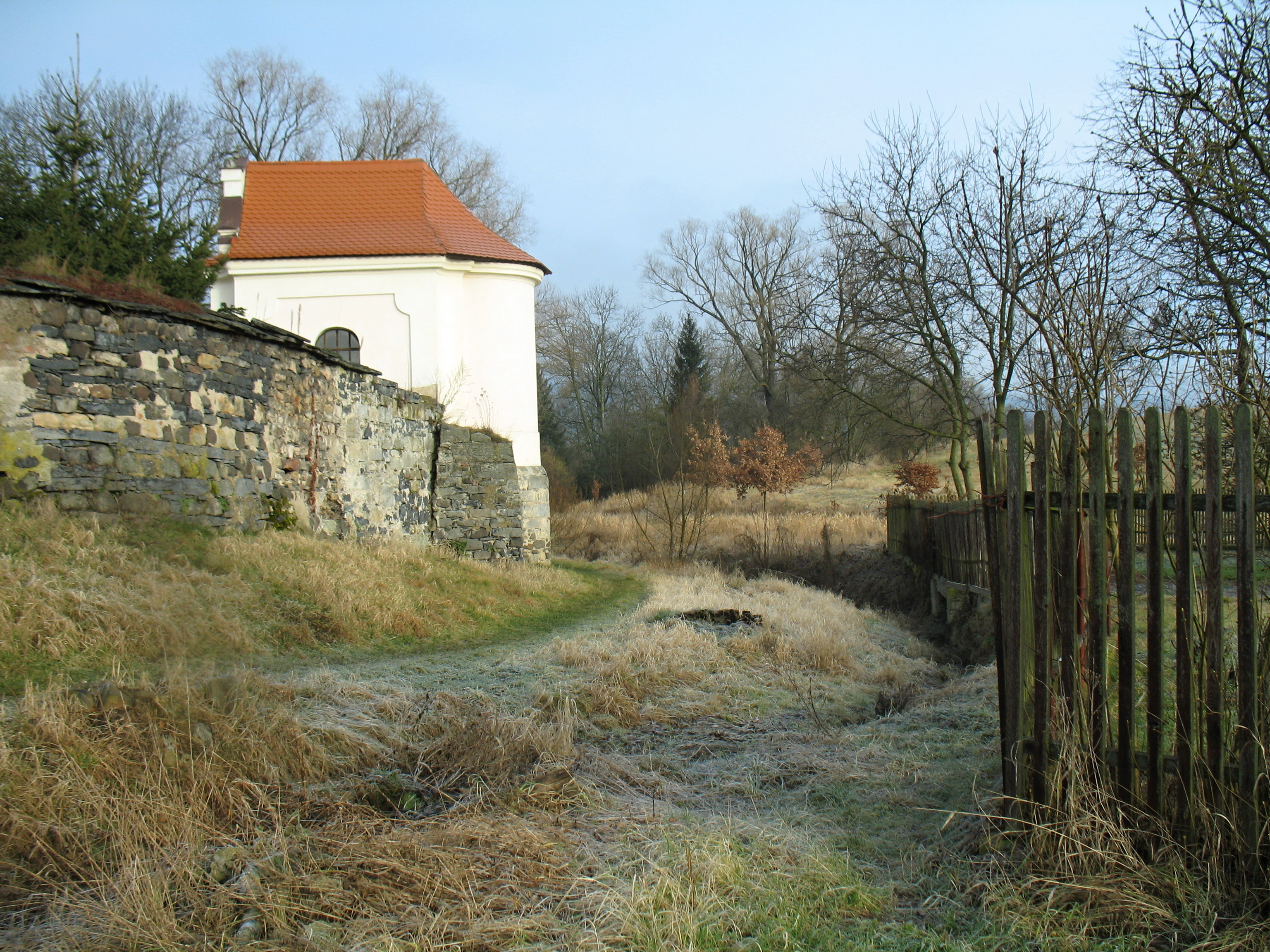
Pohled na kapli od turistické stezky

Na rozdíl od kostela Narození Panny Marie a budovy fary není zdejší hřbitovní kaple zapsána na seznamu kulturních památek České republiky, je však součástí zdejší vesnické památkové zóny. Kaple je vestavěna do kamenné zdi, která obklopuje kostel a pod níž teče potok. Přístup do kaple je od kostela. V nice výrazného volutového štítu stávala socha svatého Floriána, nyní je výklenek prázdný.